# Noranta-sis
El noranta-sis és un nombre natural que segueix el noranta-cinc i precedeix el noranta-set. S'escriu 96 o XCVI segons el sistema de numeració emprat.

## En altres dominis
- És el nombre atòmic del curi.
- Designa l'any 96 i el 96 aC.
- És un nombre d'Erdős-Woods.[1]